# EdX
|  | «EDX» redirigeix aquí. Vegeu-ne altres significats a «Espectroscòpia de raigs X per dispersió d'energia». |

edX és un proveïdor de Massive Open Online Course (MOOC). Aquesta plataforma proporciona cursos de nivell universitari en línia, d'àmbits molt diversos i a nivell mundial. A més a més, ofereix una quantitat important de cursos de caràcter gratuït. Edx també realitza investigacions sobre el procés d'aprenentatge basades en les experiències que recull de la seva pròpia plataforma educativa. EdX es diferencia d'altres proveïdors de cursos MOOC, com ara Coursera i Udacity, ja que és una organització sense ànim de lucre i es recolza en una plataforma de programari lliure anomenat Open edX.
L'Institut de Tecnologia de Massachusetts i la Universitat Harvard van crear edX al maig de l'any 2012. Actualment, més de 70 escoles, organitzacions sense ànim de lucre i empreses ofereixen o tenen previst oferir cursos a edX. A partir del 29 de desembre de l'any 2016, edX compta amb uns 10 milions d'estudiants que participen en més de 1,270 cursos en línia.

## Funcionament
Els cursos edX consisteixen en seqüències setmanals d'aprenentatge. Cada seqüència d'aprenentatge està formada de vídeos curts que s'intercalen amb exercicis d'aprenentatge interactiu, on els estudiants poden practicar de manera immediata els conceptes presentats. Els cursos sovint inclouen vídeos tutorials, un llibre de text en línia i un fòrum de debat en línia on els estudiants poden publicar i revisar preguntes i comentaris. A vegades, també hi ha la possibilitat d'utilitzar els laboratoris en línia que s'incorporen als cursos. Per exemple, durant el primer MOOC d'edX que tractava sobre "elaboració d'un circuit de circuits i electrònica" els matreixos estudiants van crear circuits virtuals utilitzant un laboratori en línia.
EdX ofereix certificats de formació que garanteixen la realització amb èxit del curs. Per altra banda, alguns cursos són reconeguts amb crèdits oficials. EdX ofereix diverses maneres de regular els cursos i això perment que els estudiants puguin escollir aquells que s'adapten millor a les seves necessitat i possibilitas econòmiques.

## Recerca
A més de les ofertes educatives, edX també és una plataforma que s'utilitza per elaborar recerca sobre l'aprenentatge i l'educació a distància. La plataforma permet recopilar el comportament dels estudiants i fer-ne l'anàlisi de dades. Un equip d'investigadors de Harvard i el MIT, encapçalats per David Pritchard i Lori Breslow, va publicar els seus resultats inicials el 2013. Les escoles i organitzacions membres d'edX també realitzen la seva pròpia investigació utilitzant dades extretes dels seus cursos. La recerca té la clara voluntat de millorar la qualitat dels cursos, fomentar la realització de cursos a distància i comparar els resultats d'aprenentatge dels cursos tradicionals en comparació als realitzats dins del campus digital.
EdX ha participat amb institucions educatives dels Estats Units, Xina, Mongòlia, Japó per utilitzar cursos edX en "aules mixtes". En els models d'aprenentatge combinat, les classes tradicionals inclouen un component interactiu en línia. La Universitat Estatal de San José (SJSU) es va associar amb edX per oferir el curs "Introducció a la informàtica i la programació". SJSU va publicar un informe inicial sobre el projecte al febrer de 2013 i els resultats inicials van mostrar una disminució de les taxes de fracàs en relació als quadrimestres anteriors. El percentatge d'estudiants que necessitaven recuperar part del curs va baixar del 41% en el format tradicional al 9% per a aquells que prenien el curs mixt edX. A la primavera del 2013, Bunker Hill Community College i Massachusetts Bay Community College van implementar els primers cursos privats en línia. Les universitats van incorporar un curs de programació Python desenvolupat per MIT dins de la plataforma edX i van aconseguir resultats positius.

## Open edX
Open edX és el programari que utilitza la plataforma i és de codi obert i desenvolupat integrment per EdX. Com que es tracta d'un programari obert, aquest es troba a disposició de tothom i de manera totalment gratuïta. L'1 de juny del 2013, edX va obrir tota la seva plataforma i es pot trobar a GitHub.
El programari Open EdX es basa gairebé exclusivament en "Python", utilitzant Django com a marc d'aplicacions web.

### Ús
Diverses institucions d'educació superior utilitzen l'Open edX per proporcionar serveis MOOC, com ara St. George's Online University, la plataforma MIT de MITx i la University of La Serena.
Algunes empreses privades també utilitzen Open edX per proporcionar formació als seus clients. Per exemple, MongoDB, utilitza la "Mongo University", creada amb Open edX, per proporcionar formació pel seu producte. L'aplicació mòbil llançada per aquesta plataforma funciona de manera similar. L'aplicació EdX ofereix classes universitàries gratuïtes de les principals universitats i es aquesta aplicació es pot descarregar gratuïtament tant per a usuaris d'Android com per iOS.

## Lideratge
El mes març del 2014, l'edX va nomenar a Wendy Cebula, antic COO de Vistaprint, com a president i cap d'operacions. El gerent general, Anant Agarwal, del MIT, va declarar que Cebula aportaria "un aspecte empresarial" i ajudaria a les organitzacions sense ànim de lucre a tenir accés a "millors oportunitats comercials". Alan M. Garber, de la Universitat Harvard, assistit per Michael D. Smith, un informàtic que és degà de la Facultat de Filosofia i Lletres, s'encarrega de gestionar les contribucions de Harvard. El disseny d'un model de negoci viable i sostenibile és una de les principals característiques d'aquesta empresa.

## Història
EdX va ser fundada el mes de maig del 2012 per científics de Harvard i el MIT. Gerry Sussman, Anant Agarwal, Chris Terman i Piotr Mitros van impartir el primer curs edX de circuits i electrònica del MIT, amb 155.000 estudiants de 162 països deferents. El 2013 es van associar amb Stanford i al juny del 2013 van arribar a un milió d'estudiants.
El mes de setembre del 2014 edX va anunciar una iniciativa interactiva vinculada a l'educació secundària.
El mes d'octubre del 2014 edX va anunciar cursos d'Educació Professional, i el mes de març del 2015 es va associar amb Microsoft.
A l'abril del 2015, EdX es va associar amb la Universitat Estatal d'Arizona per iniciar l'Acadèmia Global Freshman.
El mes de setembre de 2016, edX va llançar 19 programes de MicroMasters.
El mes de febrer de 2017, edX va llançar 16 programes de MicroMasters i el mes de juliol de 2017 aquesta plataforma es va associar amb IL & FS Financial Services (IFIN) per llançar el portal en línia de l'Acadèmia IFIN amb cursos edX.

## Instruccions pels participants
A finals del 2013, diversos països i entitats privades van anunciar la seva adopció de la plataforma EDX Open Source per llançar noves iniciatives formaives. Deu universitats xineses es van unir per formar una iniciativa d'educació en línia a la Xina, anomenada XuetangX. Per altra banda, més de 100 institucions d'ensenyament superior a França es van unir sota la direcció del Ministeri d'Educació francès per oferir cursos en línia a França. La Fundació Queen Rania per a l'Educació i el Desenvolupament (QRF), també va crear Edraak com el primer portal MOOC del món àrab i el Fons Monetari Internacional està utilitzant la plataforma edX per pilotar cursos de formació en línia en economia i finances.